# Maria Pedro
Pour les articles homonymes, voir Pedro.
Maria Rosa da Costa Pedro, (née le 29 décembre 1982) est une joueuse angolaise de handball qui joue au poste de gardienne dans le club Atlético Petróleos de Luanda et elle est membre de l'équipe d'Angola de handball féminin.

## Carrière
Elle a représenté l'Angola lors de deux olympiades, en 2004 et en 2008, ainsi qu'au Championnat du monde de handball féminin 2013 en Serbie et au Championnat du monde de handball féminin 2009 en Chine.

## Palmarès

### En équipe nationale
Jeux olympiques
- 9e place aux Jeux olympiques 2004
- 12e place aux Jeux olympiques 2008

Championnats du monde
- 16e place au Championnat du monde 2005
- 11e place au Championnat du monde 2009
- 16e place au Championnat du monde 2013

Championnats d'Afrique
- Médaille d'or au championnat d'Afrique 2002
- Médaille d'or au championnat d'Afrique 2004
- Médaille d'or au championnat d'Afrique 2006
- Médaille d'or au championnat d'Afrique 2008
- Médaille d'or au championnat d'Afrique 2010
- Médaille d'or aux Jeux africains 2011